# Coelotes keramaensis
Coelotes keramaensis là một loài nhện trong họ Amaurobiidae.
Loài này thuộc chi Coelotes. Coelotes keramaensis được miêu tả năm 2000 bởi Shimojana.